# 卡爾斯堡 (伊利諾伊州)
卡爾斯堡（英語：Carlsburg）是位於美國伊利諾伊州馬庫平縣的一個非建制地區。該地的面積和人口皆未知。

## 地理
卡爾斯堡的座標為39°05′00″N 89°43′20″W / 39.08333°N 89.72222°W，而該地的平均海拔高度為210米（即689英尺）。